# Fotografie v Lucembursku

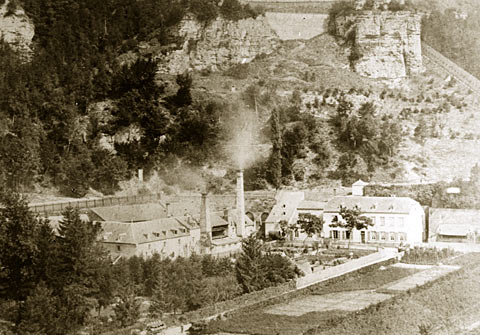
Pierre Brandebourg: Pivovar v Clausenu, Lucembursko, asi 1865

Fotografie v Lucembursku je často spojována se dvěma významnými muži, kteří se v Lucembursku narodili, ale odešli ještě když byli velmi mladí: Edward Steichen (1879-1973) byl Američan, který dělal vynikající módní a válečné fotografie v první polovině 20. století, zatímco Gabriel Lippmann (1845-1921) jako Francouz získal Nobelovu cenu za fyziku za své úspěchy v barevné fotografii. Existuje však celá řada dalších Lucemburčanů, kteří dokumentovali rozvoj města Lucemburku a země jako celku od 50. let 19. století až do současnosti. Jako v mnoha zemích byl vývoj techniky, řemesla a umění fotografie v Lucembursku mimo jiné důsledkem změn technologie, zlepšování ekonomických podmínek a míry uznání fotografie jako svéprávné formy umění.

## Počátky

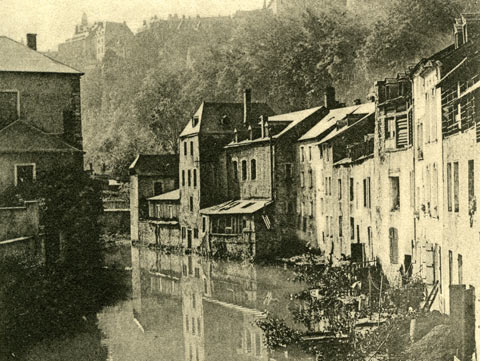
Charles Bernhoeft: Pfaffenthal, Lucembursko, asi 1904

Pierre Brandebourg (1824-1878), který založil první fotografický ateliér v Lucemburku, studoval umění na akademiích v Paříži, Antverpách a Mnichově a posléze se začal věnovat fotografii profesionálně. Díky své pečlivé kompozici a osvětlení portrétů, které označoval jako chez Brandebourg se stala jeho práce velmi populární. Brandebourg pořídil také řadu fotografií rozvíjejícího se průmyslu v Lucembursku v 60. letech 19. století, z nichž některé jsou uloženy ve veřejně přístupných archivech Lucemburské Photothèque.
Gabriel Lippmann (1845-1921) se narodil v Lucembursku, ale působil a tvořil ve Francii. Navázal na výzkum Clauda Félixe de Saint-Victora, který se společně s Alexandrem Becquerelem pokoušel o první barevnou fotografii, ale nedokázali ji ještě trvale a spolehlivě ustálit. To se poprvé povedlo právě jemu v roce 1891. V jednom období byl také prezidentem francouzské fotografické společnosti Société française de photographie.
Paul Kutter (1863–1937) byl dalším z průkopníků fotografie v Lucemburku. Pocházel ze švýcarského Flumsu a své první studio otevřel v roce 1883 poblíž lucemburského Bocku. Jeho syn Edouard i jeho vnuk Edouard pokračovali v rodinném podniku v Lucemburku po celou řadu let.

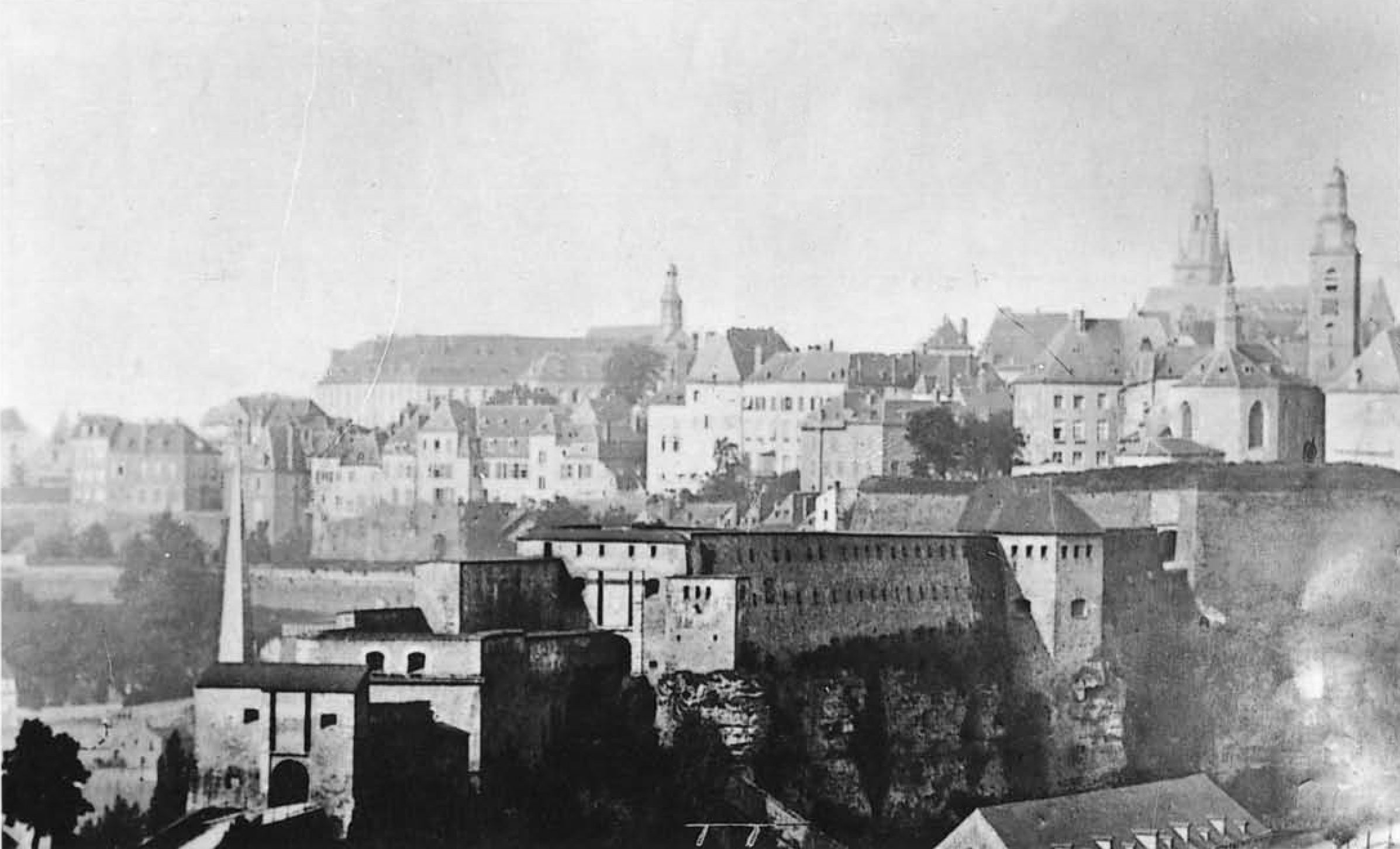
Raná fotografie opevnění Bocku, neznámý autor, asi 1867

Charles Bernhoeft (1859–1933) pořizoval portréty královské rodiny stejně jako mnoho krajin, které prodával jako pohlednice. V roce 1895 se podílel na založení prvního lucemburského ilustrovaného týdeníku Das Luxemburger Land in Wort und Bild, který však vyšel pouze 9 krát. Vydal celou řadu luxusních fotografických alb, ilustrovaných magazínů a několik sérií pohlednic, z nichž jedna obsahovala 1 600 různých obrázků. Reklama uváděla, že v jeho firmě Editions photographiques Bernhoeft pracovalo 20 lidí. Větší úspěch měl po svém jmenování dvorním fotografem v roce 1891. Jeho první fotografické studio v Lucemburku sídlilo na rue du Génie (nyní ulice Monterey) č. p. 1, ale v roce 1900 již postavil nový působivý třípodlažní Atelier Bernhoeft na rohu rue de l'Arsenal (Grand-Rue) a boulevardu Royal. Pro portréty používal široce dostupné carte de visite a kabinetky.

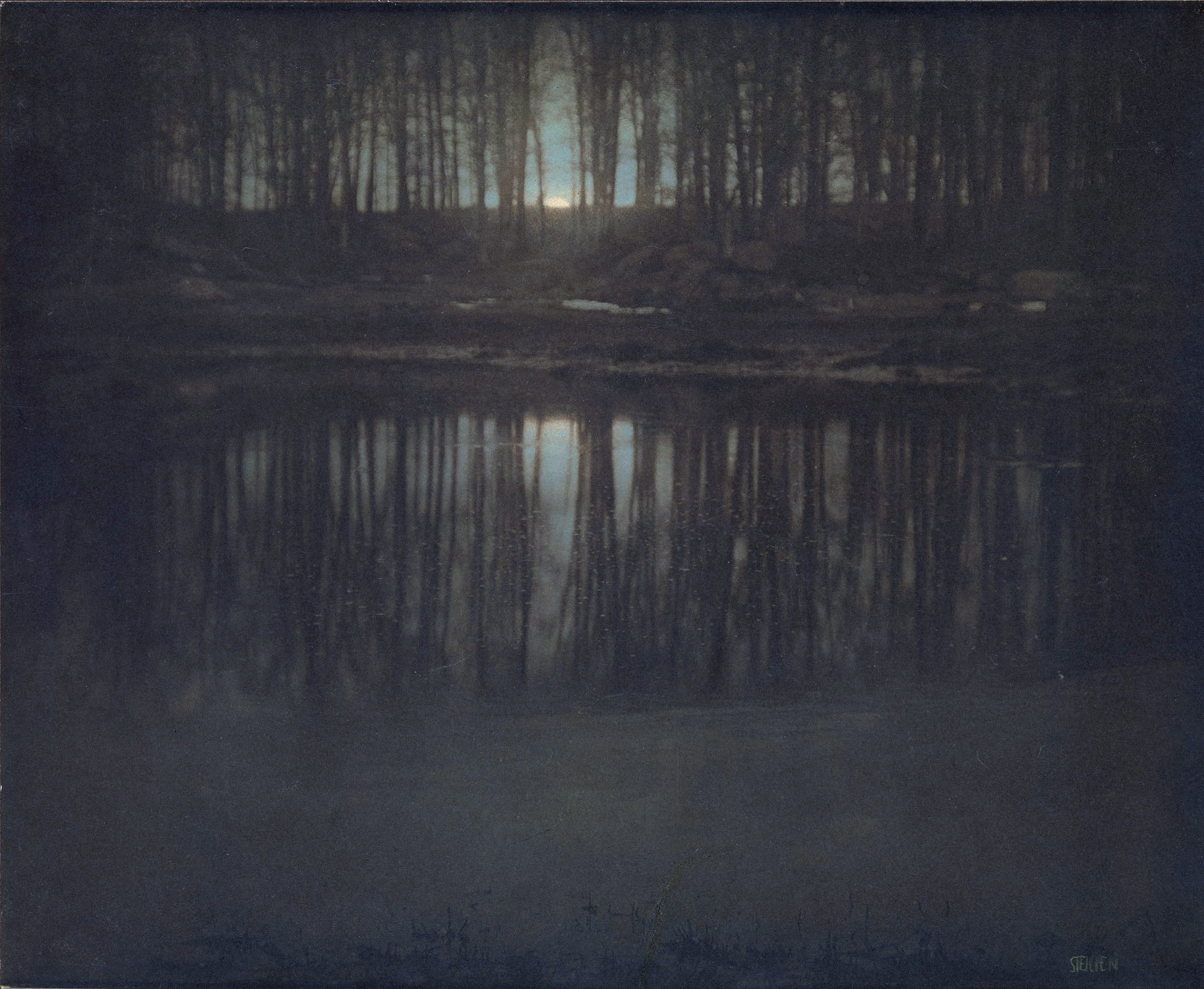
Edward Steichen: Měsíční svit na rybníku, gumotisk, 1904; fotografie byla v roce 2006 v aukci Sotheby's prodána za 2 928 000 dolarů

Edward Steichen (1879-1973) se narodil také v Lucembursku, ale usadil se ve Spojených státech amerických. Studoval výtvarné umění v Milwaukee, Londýně a v Paříži, kde se stýkal s uměleckou avantgardou. Seznámil se s americkým fotografem Alfredem Stieglitzem, se kterým v roce 1905 založil newyorskou Galerii 291. Oba významně ovlivnili pohled na moderní umění ve Spojených státech. Kromě toho se přátelil s fotografem českého původu Drahomírem Josefem Růžičkou. V prvním období tvorby se věnoval široké paletě motivů v duchu secesní a symbolistické poetiky od krajin po portréty a výjevy ze společnosti. Po roce 1919 zdokonaloval techniku čisté fotografie, v tvorbě se projevily vlivy glamouru, nové věcnosti a konstruktivismu. Fotografoval módu i portréty známých osobností. V letech 1917 – 1919 stál v čele fotografického průzkumu americké armády ve Francii, ve stejné funkci pracoval i u námořnictva v Pacifiku. Během druhé světové války vedl organizaci Naval Aviation Photographic Unit, což byla skupina válečných fotografů Námořnictva Spojených států amerických. V letech 1947 až 1962 byl kurátorem fotografického oddělení Muzea moderního umění v New Yorku. V průběhu čtrnácti let zde uspořádal 65 výstav, z nichž největší byla v roce 1955 Lidská rodina. Jeho fotografie Měsíční svit na rybníku (1904), byla v únoru 2006 prodána za 2.928.000 USD v aukci Sotheby's New York. Fotografie patří k raným piktorialistickým dílům. Jedná se o jednu z prvních skutečně barevných fotografií vytvořených ušlechtilým gumotiskem.

## Oddaní amatéři

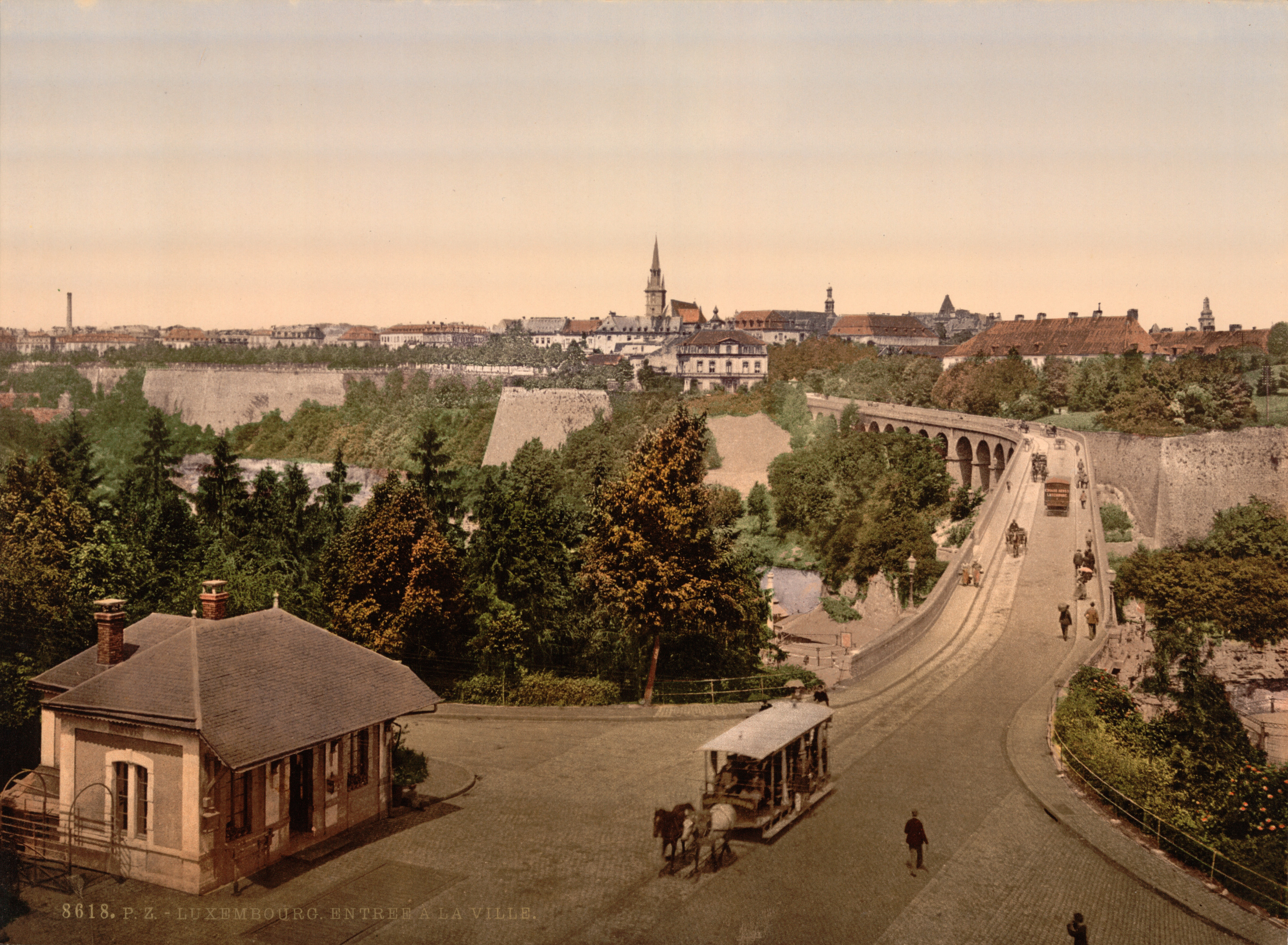
Jedna z prvních barevných fotografií Lucemburku, fotochrom, neznámý autor, asi 1895

Batty Fischer (1877–1958) byl lucemburský dentista, ale je připomínán spíše díky své sbírce 10 000 fotografií, které bohatě dokumentují vývoj města od konce 19. století až do 50. let století dvacátého. Mnohé z těchto dokumentů zachycují budovy, zejména fasády a umělecké povrchové úpravy, o které měl zvláštní zájem. Jeho snímky se často vyznačují neobvyklou živostí, jak se mu dařilo zachycovat předměty v rámci běžné činnosti a někdy vtipně líčí své volné chvíle. Na rozdíl od jiných dochovaných fotografií z Lucemburku ze stejného období, jsou Fischerovy snímky neobvyklé svým počtem a kontinuitou. Fotografoval prakticky každý víkend, když měl volno. Chodil po městě, fotografoval a na zadní stranu snímků psal krátký historický popis. Tímto způsobem systematicky dokumentoval vývoj města od Belle Époque až do poválečných let.

## Současní fotografové
Yvon Lambert (* 1955) pracoval jako nezávislý fotoreportér a absolvoval řadu zahraničních reportáží se zaměřením na sociální otázky. V roce 1990 a 1991 strávil dlouhou dobu v Neapoli, po čemž vydal svou první knihu Naples, un hiver (1993). Od roku 1993 procestoval několik zemí střední Evropy. V roce 1995 v rámci projektu: D'est en ouest, chemins de terre et d'Europe (Od východu na západ, cesty po evropských farmách) pořádaném společností Centre Georges Pompidou v Paříži zodpovídal za fotografování venkova v Rumunsku. Jeho práce byly následně vystaveny v Centru Pompidou. V témže roce se zúčastnil Grand Prix de la Ville de Vevey, získal ocenění Prix du Grand Format za svůj projekt Histoires de Frontières. Na podzim roku 2004 strávil několik týdnů v New Yorku, kde fotografoval život v ulicích města. To vedlo k výstavě v Maison du Luxembourg à New York s titulem Chroniques New-Yorkaises.

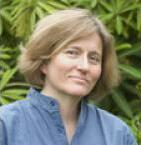
Marianne Majerus (* 1956)

Marianne Majerus (* 1956), žijící nyní v Londýně, se specializuje na fotografování portrétů a zahrad. Přispěla k řadě knih o zahradnictví a získala několik ocenění. V roce 2010 byla jednou ze tří fotografů roku jmenovaných společností International Garden Photographer of the Year za snímek Layered landscape: a moment captured.
Patrick Galbats (* 1978) je nezávislý fotograf a fotoreportér, který dokončil řadu umělecky provedených reportáží. Od roku 2002 do roku 2006 působil v lucemburském týdeníku Revue. Od roku 2007 pracuje jako fotograf na volné noze. V roce 2001 pořídil sérii fotografií v lucemburském centru Pénitentiaire. V roce 2003 dokončil projekt o lidech žijících na ulici a narkomanech, který byl po dokončení vystaven na hlavním nádraží. V roce 2004 společnost National Audiovisual Centre zveřejnila jeho projekt DOïNA, cyklus snímků, které vytvořil během tří cest do Rumunska (2001-2003). V roce 2004 představil reportáž Un autre regard sur Haïti pro Objectif Tiers Monde, která odhaluje podmínky panující na Haiti po odchodu Jeana-Bertranda Aristida.
François Besch (* 1963)

## Fototéka

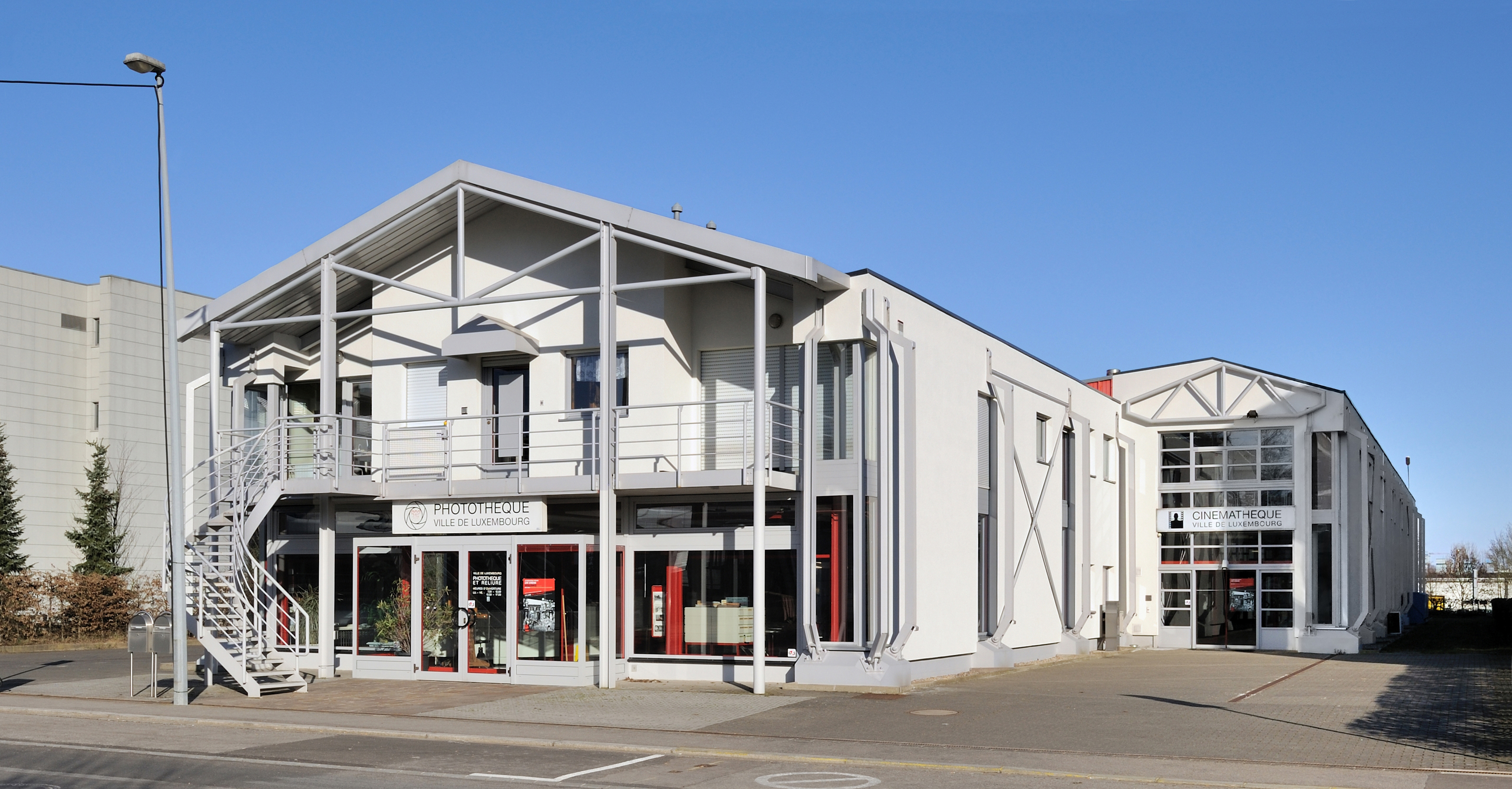
Fototéka Lucemburk, distrikt Cloche d'Or, 2011

Lucemburská Fototéka v distriktu Cloche d'Or spravuje několik velkých kolekcí fotografií města pořízených od roku 1855 do současnosti a čítá celkem asi 4 miliony snímků. První akvizice (1985), zvažujíce to nejdůležitější, se skládala z kolekce Bernarda Wolffa a historických pohledů od různých fotografů z posledního období opevnění Lucemburku, sbírka fotografií Batty Fischera dokumentujících rozvoj města v 19. a 20. století a vzácná série originálů, kterou pořídil Edward Steichen. Všechny archivy ve Fototéce jsou ve všední dny v úředních hodinách volně přístupné veřejnosti a také jsou k dispozici papírové kopie snímků.